# Editoriale Oggi
Editoriale Oggi è un quotidiano locale e, nel contempo, il quotidiano più diffuso nelle province di Frosinone e di Latina. Presenta tre diverse edizioni: Ciociaria Editoriale Oggi, Latina Editoriale Oggi, Cassino Editoriale Oggi. Il suo primo direttore è stato Michele Checchi. Ciociaria Oggi si è affermato sotto la direzione di Umberto Celani. È stato diretto anche da Dario Facci, Igor Traboni, Mauro Benedetti, Gianluca Trento, Alessandro Panigutti e attualmente da Tonj Ortoleva con la condirezione di Cristiano Ricci.
È stato fondato nel 1988 e sino all'anno 2012 era parte della catena dei giornali locali del gruppo editoriale di Giuseppe Ciarrapico.
Dal mese di febbraio dell'anno 2015 il quotidiano, completamente rinnovato nella veste grafica e nei contenuti, viene editato anche nell’edizione Latina Oggi dalla Giornalisti Indipendenti Società Cooperativa Editrice Spa, del cui organo amministrativo fanno parte il presidente Valerio Tallini e i consiglieri Augusto Dipani e Gianluca Atlante. Il direttore generale della Cooperativa è Massimo Pizzuti.